# Ranieri Alliata
Ranieri Alliata (Pisa, 29 maggio 1752 – Pisa, 18 agosto 1836) è stato un arcivescovo cattolico italiano.

## Biografia
Nato a Pisa il 29 maggio del 1752, venne ordinato sacerdote all'età di 23 anni, nel 1775. Fu vescovo di Volterra dal 1791 fino al 1806, quando venne elevato ad arcivescovo di Pisa. Mantenne la carica fino alla morte, occorsa il 18 agosto del 1836. La sua salma venne sepolta nella cattedrale cittadina, dove rimane tuttora.
Durante il suo episcopato volterrano si distinse per aver fomentato, attraverso la struttura ecclesiastica a lui sottoposta, l'insurrezione cittadina del 5 maggio 1799 contro i francesi. Durante la sua permanenza a Pisa, si fece carico di un consistente restauro dell'altare maggiore del duomo nel 1825. Contribuì anche alla nascita della Cassa di Risparmio di Pisa nel 1834.

## Genealogia episcopale
La genealogia episcopale è:
- Cardinale Scipione Rebiba
- Cardinale Giulio Antonio Santori
- Cardinale Girolamo Bernerio, O.P.
- Arcivescovo Galeazzo Sanvitale
- Cardinale Ludovico Ludovisi
- Cardinale Luigi Caetani
- Cardinale Ulderico Carpegna
- Cardinale Paluzzo Paluzzi Altieri degli Albertoni
- Papa Benedetto XIII
- Papa Benedetto XIV
- Papa Clemente XIII
- Cardinale Enrico Benedetto Stuart
- Cardinale Andrea Corsini
- Arcivescovo Ranieri Alliata